# Cuphophyllus
Cuphophyllus (Donk) Bon (kopułka) – rodzaj grzybów z rodziny wodnichowatych (Hygrophoraceae). Polską nazwę zarekomendowała Komisja ds. Polskiego Nazewnictwa Grzybów Polskiego Towarzystwa Mykologicznego w 2021 r.

## Systematyka i nazewnictwo
Pozycja w klasyfikacji według Index Fungorum: Hygrophoraceae, Agaricales, Agaricomycetidae, Agaricomycetes, Agaricomycotina, Basidiomycota, Fungi.
Synonimy nazwy naukowej: Dermolomopsis Vizzini, in Vizzini & Ercole, Hygrocybe subgen. Cuphophyllus Donk.
Gatunki występujące w Polsce:
- Cuphophyllus flavipes (Britzelm.) Bon 1985 – kopułka żółtostopa
- Cuphophyllus fornicatus (Fr.) Lodge, Padamsee & Vizzini – kopułka sklepiona
- Cuphophyllus lacmus (Schumach.) J.E. Lange 1938 – kopułka lakmusowa
- Cuphophyllus pratensis (Fr.) Bon 1985 – kopułka łąkowa
- Cuphophyllus russocoriaceus (Berk. & T.K. Mill.) Bon 1985 – kopułka juchtowata
- Cuphophyllus virgineus (Wulfen) Kovalenko 1989 – kopułka śnieżna

Nazwy naukowe na podstawie Index Fungorum. Nazwy polskie według Władysława Wojewody i rekomendacji Komisji ds. Polskiego Nazewnictwa Grzybów przy Polskim Towarzystwie Mykologicznym.
Niektóre inne:
- Cuphophyllus colemannianus (A. Bloxam) Bon 1985 – kopułka jesienna[6]